# Parionella notexocha
Parionella notexocha är en kräftdjursart som beskrevs av M. Bourdon1972. Parionella notexocha ingår i släktet Parionella och familjen Bopyridae. Inga underarter finns listade i Catalogue of Life.